# Плаошнишка поликонхална църква
Плаошнишката поликонхална църква (на македонска литературна норма: Плаошничка поликонхална църква) е раннохристиянска епископска православна базилика, чиито руини са открити на хълма Плаошник в град Охрид, югозападната част на Северна Македония.

## Местоположение
Църквата е разположена на най-доминантното място в града, на билото на хълма Плаошник, северно от Светиклиментовата църква.

## Проучване
Археологическото проучване на обекта започва в 1961 година под ръководството на Васил Лахтов, а по-късно е продължено от Димче Коцо.

## История
Базиликата е една от деветте раннохристиянски базилики в града и е датирана към IV – V век. С монументалността си, архитектурната си форма и разкошните мозайки надминава всички открити базилики в района. Не е известно на кого е бил посветен храмът. Вероятно той е бил катедрала на лихнидските епископи.
Смята се, че църквата е била разрушена от катастрофалното земетресение в 518 година, разрушило античния Скупи, за което говори Прокопий Кесарийски. След това вероятно в развалините са живеели славяни, тъй като на мозаечните подове са открити остатъци от огнища.
На 23 декември 1986 година поликонхалната църква е обявена за паметник на културата.
В 2002 година е извършена консервация на мозаечните подове в баптистерия, а над наоса е поставен защитен покрив, който имитира формата на оригиналния покрив. В 2004 година защитен покрив е поставен и над баптистерия.

## Архитектура
В архитектурно отношение е огромна трикорабна сграда с просторен атриум с цистерна, катехумениум и кръщелня (баптистерий). Централната част има правоъгълна форма, а настрани завършва с полукръгли конхи. Така архитектурният тип е двоен четирилист, който в Средиземноморието се среща рядко в V - VI век. Била е покрита с монументален свод. Градена е с големи, тесни, бели и червеникави каменни блокове, някои от които с тежест стотици килограми. Част от материала вероятно е бил взет от руините на близкия античен театър.

### Мозайки
В базиликата са запазени около 100 m2 красиви подови мозайки, в които освен различните геометрични и флорални орнаменти се срещат и многобройни изображения на животни, особено на птици в най-различни пози – в покой, в движение, кълвящи грозде или семена по земята или в полет. Лесно се разпознават фазани, гълъби, пъдпъдъци, яребици, диви гъски, патици и други. От животните има изображения на домашни – магарета, крави, агнета и диви – сърни, диви кози, елени, зайци. Те също са в различни пози – някои лежат, други са в скок. Впечатляващи са изображенията на два заека в наоса – единият яде грозде, а другият яде морков или цвекло. В североизточния анекс са изобразени елени, а в северната и южната конха на кръщелнята има животни, които приличат на козирози. И едните, и другите са вярно и реалистично представени в момента на пиене на вода. Впечатляващи са и изображенията на пауни в североизточния дял на наоса, както и в нартекса, където се среща и характерният християнски мотив – риба.
Най-впечатляващата част на сградата е триконхалната кръщелня с изключително красиви мозайки на четирите райски реки – Гион, Фисон, Тигър и Ефрат, представени като човешки глави, от които извира вода. В източния ъгъл на баптистерия има ктиторски надпис „Направиха за да бъдат благословени тези, чиито имена ги знае само Бог“.
Високото качество на мозайките показва, че църквата е била седалище на лихнидските епископи.
- Мозайки от базиликата